# Gare de Boissy-l’Aillerie
Gare de Boissy-l’Aillerie vasútállomás Franciaországban, Boissy-l’Aillerie településen.

## Vasútvonalak
Az állomást az alábbi vasútvonalak érintik:
- Saint-Denis–Dieppe-vasútvonal

## Kapcsolódó állomások
A vasútállomáshoz az alábbi állomások vannak a legközelebb:
- Gare d’Osny (Paris Gare Saint-Lazare, Transilien J vonal)
- Gare de Montgeroult - Courcelles (Gare de Gisors, Transilien J vonal)